# كاودايل
بلدية كاودايل (بالإسبانية: Caudiel)‏، هي إحدى بلديات مقاطعة كاستيلون التي تقع في منطقة بلنسية، في شرق إسبانيا.
يبلغ عدد سكانها 697 نسمة وفقاً لإحصائية سنة (2006).

## أعلام
- أنطونيو بونت